# Odontomyia pallida
Odontomyia pallida är en tvåvingeart som beskrevs av Hill 1919. Odontomyia pallida ingår i släktet Odontomyia och familjen vapenflugor. Inga underarter finns listade i Catalogue of Life.